# San Joaquín (Córdoba)
San Joaquín es una localidad situada en el departamento Presidente Roque Sáenz Peña, Córdoba, Argentina.
Se encuentra situada a 420 km de la Ciudad de Córdoba.
La principal actividad económica de la localidad es la agricultura seguida por la ganadería, siendo el principal cultivo la soja.
Existen en la localidad un jardín de infantes, una escuela primaria, una escuela secundaria, una Sala de Primeros Auxilios, un puesto policial , un edificio comunal, un club social,un centro de jubilados y un campo de doma. 

## Población
Cuenta con 176 habitantes (Indec, 2022), lo que representa un incremento del 2% frente a los 140 habitantes (Indec, 2010) del censo anterior.
| Gráfica de evolución demográfica de San Joaquín entre 1991 y 2010 |
|                                                                   |
| Fuente: Censos nacionales del INDEC                               |